# ウインストン・ピータース
ウインストン・レイモンド・ピータース（Winston Raymond Peters、1945年4月11日 - ）は、ニュージーランドの政治家。

## 人物
ファンガレイ生まれ。マオリとスコットランドに家系のルーツを持つ。オークランド大学で法学を専攻し、大学卒業後は弁護士として活動した。兄のジム、イアン・ピータース共に政治家である。
1975年にニュージーランド国民党より総選挙に出馬するも落選する。1978年の総選挙に再出馬し、フヌア選挙区で初当選する。しかし続く1981年の総選挙では落選し、1984年の総選挙でタウランガ選挙区より出馬し当選を果たす。1990年にマオリ担当大臣に就任したが、党内政策の不一致から党内批判を繰り返し、大臣を更迭される。1993年に離党を表明し、国会議員を辞職する。同年のタウランガ選挙区補欠選挙では無所属で出馬し、9割の票を獲得し当選を果たす。

## ニュージーランド・ファースト党結成後
1993年にニュージーランド・ファースト党を結成し、1993年の総選挙ではトゥ・ヘナレ議員と2議席を獲得する。1996年の総選挙で同党は17議席を確保しピータースも議席を保持する。同年、ニュージーランド国民党との連立政権に参加を表明し、ピータースは副首相兼収入役に就任する。世論に反し連立政権は好調に維持されるも、ニュージーランド国民党内ではこの連立政権は好ましく思われずボルジャー首相（当時）の外遊中に党内クーデターが決行され、ボルジャーは帰国後に党首を辞任、党内主流派を率いたシップリーが首相に就任した。1998年8月に国有資産売却案を巡りピータースは更迭され、連立政権は崩壊した。1999年の総選挙で、ニュージーランド・ファースト党は5議席に留まり議席を減らす。ニュージーランド国民党も野党に転じ、ニュージーランド労働党が政権を奪回する。ピータースの政治動向は、特にアジア地域からの移民流入に反対する移民政策を柱とする主張を強調するようになる。2002年の総選挙では移民政策、ワイタンギ条約の不公平さの是正、刑罰強化などを柱に選挙戦を展開し、13議席を獲得する。2005年の総選挙でニュージーランド・ファースト党は7議席を獲得する。クラーク首相の要請を受け、連立政権に参加すると同時に外務大臣に就任する。
ナショナリズム、ポピュリズムを中心に、“ニュージーランドはニュージーランド人を最優先に”を強く主張する。マオリ族の地位向上と権利を強く主張し、特にアジア地域からの移民流入に強く反対する。刑罰強化を訴えるなど、社会的弱者や高齢者からの支持が厚い政治家でもある。
2008年11月の総選挙では、ニュージーランド・ファースト党は惨敗して全議席を失い、ピータースも落選した。2011年の総選挙で国政に復帰する。2017年の総選挙では9議席を獲得し、ピータースが労働党党首ジャシンダ・アーダーンを首班とする連立政権の樹立で合意する。ピータースは再び外務大臣に就任することとなった。同時に副首相を兼任。アーダーン首相が2018年6月に出産し6週間の産休期間を取得している間、副首相のピータースが首相代行を務めた。
2020年の総選挙では、労働党圧勝の煽りを受けて落選、議席を失った。2023年11月27日には、3度目の副首相の座に就いた。